# Антон е Тригонан
Антон е Тригонан (фр. Antonne-et-Trigonant) насеље је и општина у југозападној Француској у региону Аквитанија, у департману Дордоња која припада префектури Периже.
По подацима из 2011. године у општини је живело 1218 становника, а густина насељености је износила 60,21 становника/km². Општина се простире на површини од 20,23 km². Налази се на средњој надморској висини од 106 метара (максималној 217 m, а минималној 89 m).

## Демографија
| 1962. | 1968. | 1975. | 1982. | 1990. | 1999. | 2011. |
| ----- | ----- | ----- | ----- | ----- | ----- | ----- |
| 750   | 862   | 917   | 961   | 1.050 | 1.079 | 1.218 |

График промене броја становника у току последњих година